# Ульяново (Кувшиновский район)
Улья́ново — деревня в Кувшиновском районе Тверской области России. Относится к Большекузнечковскому сельскому поселению.
Расположена в 10 км к северо-востоку от районного центра Кувшиново, на автодороге «Кувшиново—Кунино», между деревнями Ново и Большое Кузнечково.
Население по переписи 2002 года — 21 человек, 11 мужчин, 10 женщин.

## История
Во второй половине XIX — начале XX века деревня Ульяново входила в Бараньегорскую волость Новоторжского уезда Тверской губернии. В 1884 году — 24 двора, 108 жителей
В 1940 году Ульяново в составе Новского сельсовета Каменского района Калининской области.
В 1997 году — 11 хозяйств, 27 жителей.